# Daniel Kazimierz Szyszko
Daniel Kazimierz Szyszko (Szyszka) herbu Dołęga (zm. 1756) – surogator grodzki lidzki w 1724 roku, podstarości lidzki w latach 1721–1744, stolnik lidzki w latach 1714–1744, skarbnik lidzki w latach 1713–1714, cześnik połocki w 1693 roku.
Był posłem powiatu lidzkiego na sejm 1724 roku i na sejm zwyczajny pacyfikacyjny 1735 roku. Jako stronnik Augusta III Sasa podpisał uchwałę Rady Generalnej Konfederacji Warszawskiej w 1735 roku.